# 제주제일중학교
제주제일중학교(濟州第一中學校)는 대한민국 제주특별자치도 제주시 이도이동에 있는 공립 중학교이다.

## 학교 연혁
- 1907년 7월 1일 : 사립제주의신학교 설립, 개교
- 1909년 12월 22일 : 공립제주농림학교 개칭 인가
- 1910년 5월 2일 : 공립제주농림학교(3년제) 1회 입학
- 1911년 11월 1일 : 제주공립농업학교로 교명 변경
- 1920년 10월 22일 : 제주공립농업학교 3년제로 개편
- 1940년 5월 26일 : 오현단 부지에서 삼도리 283번지(현재 삼성초)로 이전
- 1946년 9월 1일 : 제주공립농업중학교 6년제로 개편
- 1951년 8월 31일 : 교육법 개정(제주제일중학교 12학급 분리 설립 인가)
- 1951년 8월 31일 : 초대 양치종 교장 취임
- 1951년 9월 20일 : 제주제일중학교 제1회 입학식
- 1952년 3월 27일 : 제1회 졸업식(204명)
- 1979년 3월 26일 : 현 위치로 이전(제주시 남광로 33)
- 2004년 2월 14일 : 한얼도서관 신축
- 2015년 7월 1일 : 부설방송통신중학교 설립 인가
- 2016년 3월 12일 : 부설방송통신중학교 제1회 입학식
- 2017년 2월 2일 : 다목적강당 한얼관 개관
- 2017년 11월 6일 : e-스마트 체험 도서관 구축
- 2023년 12월 30일 : 부설방송통신중학교 제6회 졸업식 36명 졸업(계 230명)
- 2024년 1월 8일 : 제73회 졸업식 292명 졸업(계 27,868명)
- 2025년 3월 1일 : 제31대 교장 강문봉 선생 취임
- 2025년 3월 4일 : 신입생 입학

## 참고 자료
- 제주제일중학교 - 한국교육학술정보원 학교알리미